# Tukánbajszika
A tukánbajszika (Semnornis ramphastinus) a madarak (Aves) osztályának harkályalakúak (Piciformes) rendjébe, ezen belül a Semnornithidae családjába tartozó faj. Korábban a tukánfélék (Ramphastidae) családjába volt besorolva.

## Előfordulása
Kolumbia és Ecuador nyugati területein honos. Általában 1000-2400 méteres tengerszint feletti magasságok között.

## Alfajai
- Semnornis ramphastinus caucae Gyldenstolpe, 1941
- Semnornis ramphastinus ramphastinus (Jardine, 1855)

## Megjelenése
Testhossza 19–25 centiméter, testtömege 85 és 110 gramm közötti. A pofáján és a begyén a színezet, jól látható kékesszürke. A begy alatti rész narancssárgás-vörös, mely hátrafelé haladva egyre világosabb, mígnem sárágává nem válik. A háti része olajbarna. A szárnyai és farktollai kékesszürkék; farktollait lelógatva vagy akár felemelve tarthatja. A vastag csőrének vége fekete – ezzel akár faodvakat is ki tud vájni, vagy legalábbis a meglévőket nagyobbítani. A fajon belül nincs nemi kétalakúság.

## Életmódja
Nedves szubtrópusi erdők, hegyvidéki trópusi erdők, erdőszélek és olyan nyílt legelők lakója, amelyen szétszórtan gyümölcsfák vannak. Gyümölcsökkel táplálkozik, ezek hiányában rovarokkat és kisebb állatokat is fogyaszt. Az élőhelyein sem gyakori; általában magányosan vagy párban látható. Területvédés céljából vagy udvarlás idején, a két madár hangosan, párban énekel.

## Szaporodása
Korhadó fák odvába rakja fészkét. Az átlagos fészekalj 2 fehér tojásból áll.